# Маша і звірі
Маша і звірі (рос. Маша и звери) — російський художній фільм-казка режисера Михайла Юзовського, знятий в 1995 році. Останній фільм Михайла Юзівського.

## Сюжет
Дівчинка Маша живе в Москві. Одного разу вона вирушила на канікули в село до бабусі. Коли з подружками пішла в ліс збирати гриби, вона заблукала і потрапила в казку.

## У ролях
- Ліза Чепурна — Маша
- Олег Анофрієв — дідусь
- Марина Яковлєва — мама
- Любов Соколова — бабусю
- Віка Бєлова — подружка
- Таня Кукушкіна — подружка
- Вероніка Саркісова — подружка
- Володимир Безгодько — невідома тваринка
- Валерій Олександрович
- Тетяна Івченко
- Іван Суворов
- Вадим Шевцов

## Знімальна група
- Сценарій: Михайло Юзовський
- Режисер: Михайло Юзовський
- Оператор: Володимир Сапожніков
- Композитор: Андрій Батурин
- Художник: Анатолій Анфілов